# St. Francis (Maine)
St. Francis – miasto w Stanach Zjednoczonych, w stanie Maine, w hrabstwie Aroostook.